# Горовиц, Владимир Самойлович
Влади́мир Самойлович Го́ровиц (англ. Vladimir Horowitz; 1 октября 1903, Киев — 5 ноября 1989[…], Нью-Йорк, Нью-Йорк) — советский и американский пианист еврейского происхождения. Один из величайших пианистов в истории музыки.

## Биография

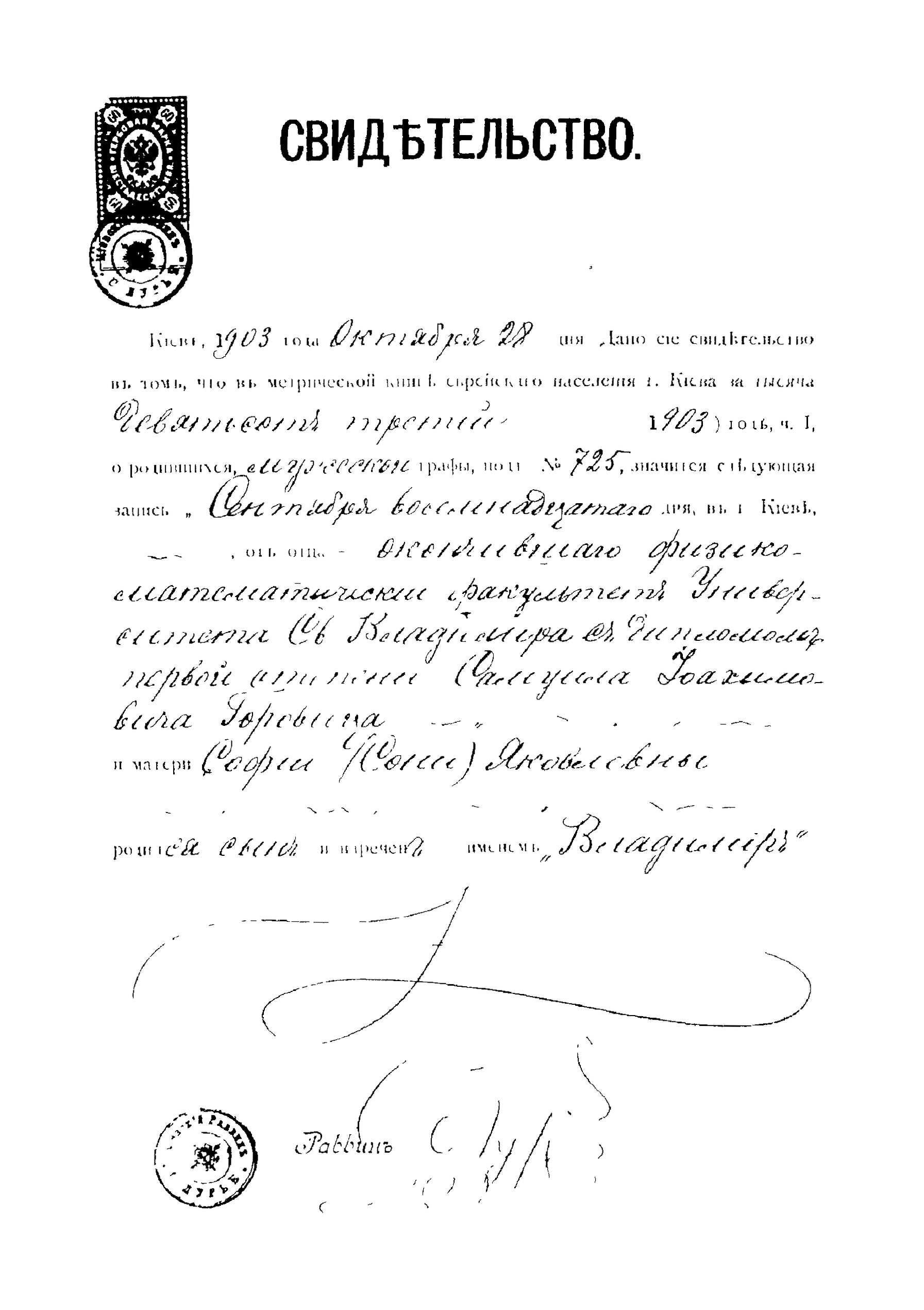
Свидетельство о рождении Владимира Горовица

Родился 18 сентября (по старому стилю) 1903 года в Киеве, в семье инженера и предпринимателя, выпускника физико-математического факультета Императорского университета Святого Владимира (с дипломом первой степени) Самуила Йоахимовича Горовица (1871—1940), который позднее (1912) владел фирмой по продаже электрического оборудования, и его жены, Софии (Сони) Яковлевны Горовиц (урождённой Бодик, 1872—1930), выпускницы Киевского музыкального училища класса В. В. Пухальского, дочери мещанина Махновского общества Бердичевского уезда, к 1883 году махновского и позднее киевского купца первой гильдии Янкеля Гершковича Бодика и Фрумы Янкелевны Бодик (1852—?). В записи о рождении отца (1871) указано, что он был сыном бердичевского купца второй гильдии Йоахима Самуиловича Горовица (1828—1906) и его жены Регины.
Родители заключили брак в Киеве 7 июня 1894 года. В семье было четверо детей, которые родились в Киеве и учились музыке в Киевском музыкальном училище, а затем в консерватории: Яков (1895—1916), Регина (1900—1984) и Владимир — пианисты, Григорий (1901—1945) — скрипач. Именно мама привила Владимиру (как и остальным своим детям) любовь к музыке. Сначала она занималась с сыном сама, а в январе 1913 года он поступил в Киевское музыкальное училище, летом того же года преобразованное в консерваторию.
В Киеве ещё в пятидесятых годах XIX века появился дед Владимира, окончивший Одесскую Ришельевскую гимназию с золотой медалью Иоахим Самуилович Горовиц (1828—1906), который к семидесятым годам стал купцом I-й гильдии (что позволяло ему селиться за пределами черты еврейской оседлости). В 1874 году он был избран одним из директоров киевского отделения Императорского русского музыкального общества, был членом попечительского совета Еврейской больницы в Киеве. Его жена — Регина Аароновна (урождённая Цензор), была пианисткой, в 1873 году состояла «членом-посетителем» Киевского отделения ИРМО. Оба их сына — Александр (дядя Владимира) и Самуил (отец Владимира) получили высшее образование: Александр (1876—1927) окончил Киевское музыкальное училище и Московскую консерваторию (по классу А. Н. Скрябина), после окончания которой работал в Харьковском музыкальном училище, а с 1917 года — в Харьковской консерватории, Самуил — физико-математический факультет Киевского университета Св. Владимира и Льежский электротехнический институт. Именно дядя Александр Горовиц, один из любимых учеников Скрябина, оказал большое влияние на будущее Владимира и благодаря ему племянник встретился со Скрябиным в 1914 году.

### Ранние годы, карьера в СССР

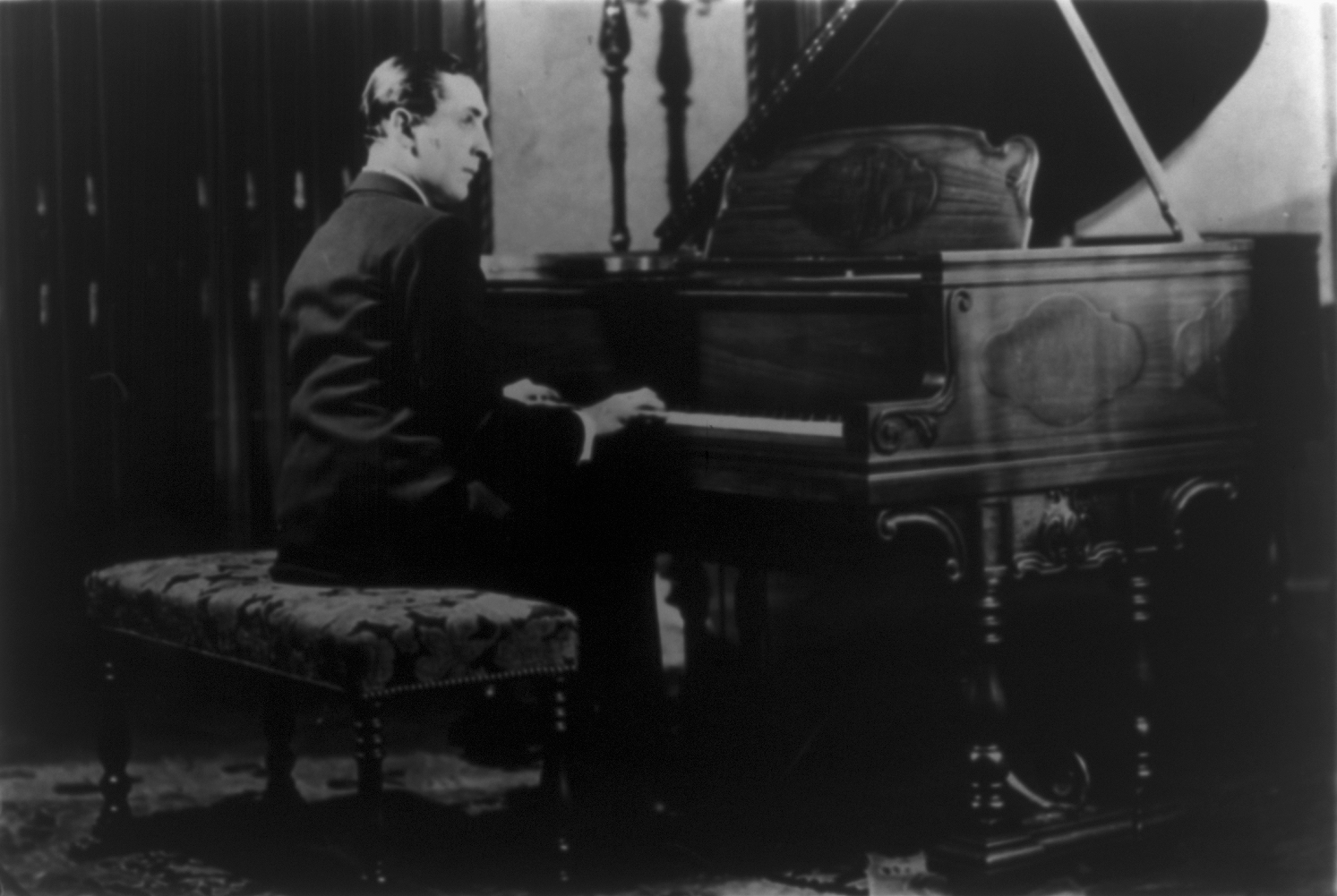

Владимир Горовиц учился у В. В. Пухальского, С. В. Тарновского и Ф. М. Блуменфельда в Киевском музыкальном училище, преобразованном с сентября 1913 года в Киевскую консерваторию. По её окончании в 1920 году диплом В. Горовиц так и не получил, так как у него не было свидетельства об окончании гимназии. Его первый документально зафиксированный публичный концерт состоялся в марте 1921 года в Киеве. Затем В. Горовиц познакомился со скрипачом из Одессы, Натаном Мильштейном и концертировал в различных городах России совместно с ним и сестрой Региной, за что чаще платили хлебом, чем деньгами, из-за тяжелого экономического положения в стране. Начиная с 1922 года В. Горовиц, концертируя в городах Советского Союза накапливает гигантский по объёму репертуар. Так, например, в течение трёх месяцев (ноябрь 1924 — январь 1925 годов) он исполнил более 155 произведений в знаменитой «ленинградской серии», состоящей из 20 концертов (см. исследования Ю. Зильбермана). Несмотря на свои ранние успехи в качестве пианиста, В. Горовиц утверждал, что хотел быть композитором, но выбрал карьеру пианиста, чтобы помогать семье, которая потеряла всё своё состояние, включая инструменты детей, во время революции 1917 года. Успех «музыкантов революции», как их назвал в одной из статей некий А. Углов (под этим псевдонимом скрывался народный комиссар А. В. Луначарский), был ошеломляющим. Во многих городах возникали клубы поклонников этих молодых музыкантов.
25 сентября 1925 года Горовиц получил возможность уехать в Германию (официально он уезжал учиться). В некоторых материалах о Владимире Горовице указывается, что инициатором «учёбы за границей» был М. Тухачевский, но Натан Мильштейн в своих воспоминаниях прямо указывает на Иеронима Уборевича (в то время заграничными поездками ведал Наркомат обороны),  выдавшего разрешение на выезд. Перед отъездом В.Горовиц выучил и сыграл в Ленинграде (23 сентября 1925) Первый фортепианный концерт П. И. Чайковского. В своих интервью он рассказывал, что отец, услышав в Ленинграде его исполнение концерта сказал: «Это твой концерт. Ты должен его играть». Благодаря этому сочинению он прославился в Европе. Этот концерт сыграл в жизни пианиста «роковую» роль: всякий раз, добиваясь триумфа в странах Европы и Америки, Горовиц исполнял именно Первый концерт П. И. Чайковского.

### Отъезд в Германию и США
Следом за Горовицем в Германию в декабре 1925 года уехал и Натан Мильштейн. В Европе оба музыканта быстро завоевали славу блестящих виртуозов. В 1926 году пианист дебютировал в Бетховенхалле, но в этом случае высокая эмоциональность артиста не нашла отклика у берлинской публики. Зато на выступлении в Гамбурге, где срочно нужно было заменить заболевшего пианиста, В. Горовиц сыграл 1-й концерт П. И. Чайковского и сорвал овации всего зала. На его следующий концерт в Гамбурге билеты были раскуплены за несколько часов.

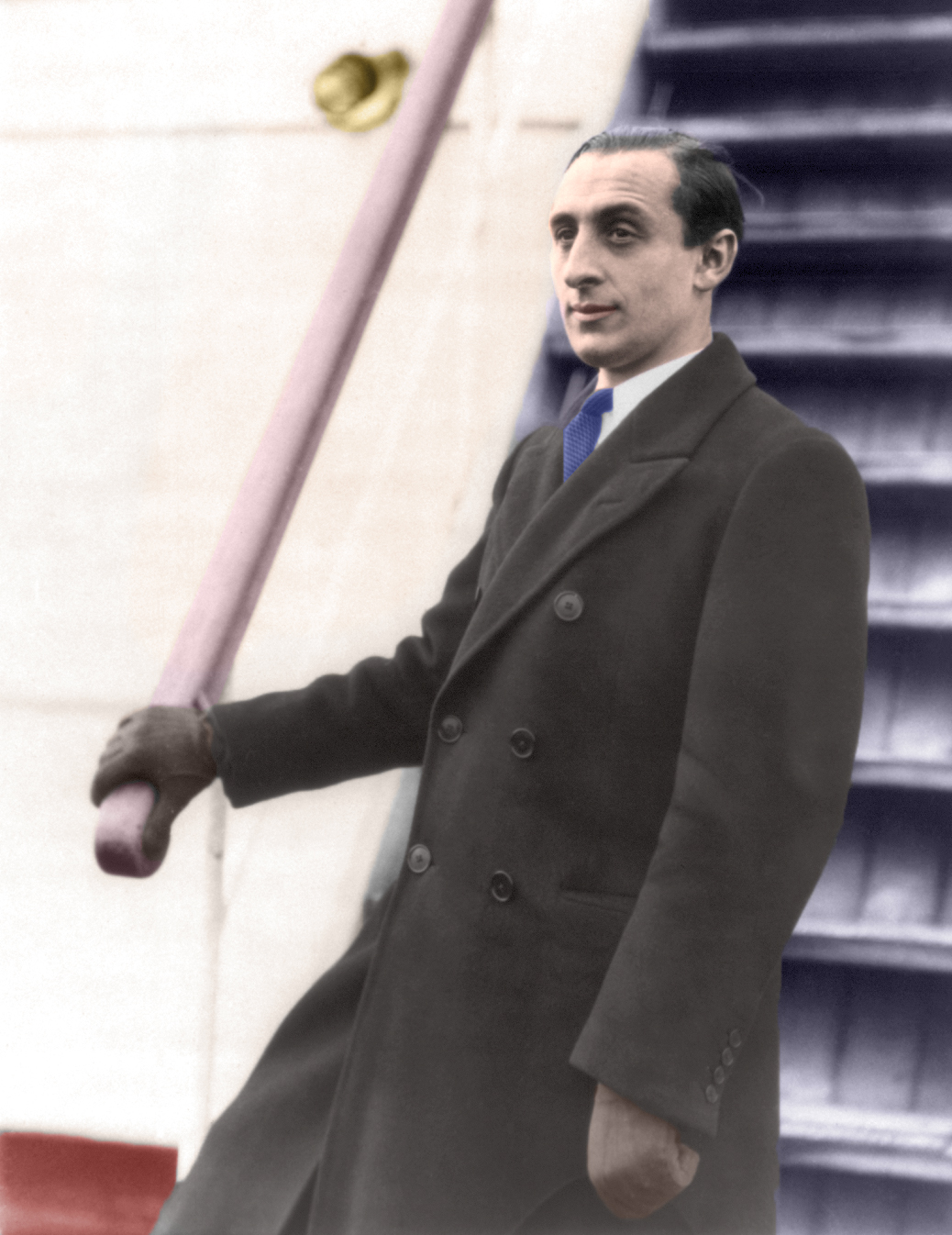
Горовиц в 1931

В течение нескольких лет после своего отъезда из СССР они всё ещё официально считались советскими гражданами. Известен факт, когда Б. Яворский по поручению А. Луначарского прослушал концерт Горовица в Париже и написал народному комиссару, что молодой пианист может представлять СССР на первом конкурсе имени Шопена в Варшаве (как известно, представляли СССР вовсе не Горовиц, а Л. Оборин и Д. Д. Шостакович). Однако пианист решил остаться на Западе. До 1939 года он объездил с концертами почти все страны Европы и везде имел ошеломляющий успех.  С. С. Прокофьев после посещения выступления В. Горовица 4 мая 1932 года записал в дневнике: «Концерт В. Горовица. Какой изумительный пианист; с усыханием Рахманинова, пожалуй, первый. Сколько градаций нежности, особенно, когда играет Листа».  12 января 1928 года он блестяще выступил в Карнеги-холле в Нью-Йорке (и на этот раз был си-бемоль минорный концерт П. И. Чайковского для фортепиано с оркестром  под руководством сэра Томаса Бичема) и после этого объездил с успехом множество городов Америки, иногда давая концерты почти ежедневно (концертный сезон в США начинался осенью и заканчивался к апрелю-маю). 8 января 1931 года играл в Белом Доме и стал в то время одним из самых высокооплачиваемых пианистов после С. В. Рахманинова. Лето, как правило, проводили в Швейцарии, возле С. В. Рахманинова, которого все трое (в 1929 году к ним присоединился виолончелист — Григорий Пятигорский) обожали, боялись и преклонялись перед ним.
В 1939 году Владимир Горовиц окончательно поселился в США (он уезжал в начале сентября 1939 года вместе с Артуро Тосканини, одним из последних пароходов) и в 1944 году получил американское гражданство. В 1943 году Горовиц по инициативе Моргентау (министр финансов США) дал концерт в Карнеги-холле, исполнив 1-й концерт П. И. Чайковского (дирижировал его тесть — Артуро Тосканини). Это был благотворительный концерт для нужд военного ведомства (шла Вторая мировая война). Он принёс 10 миллионов 941 тысячу долларов — рекордная сумма для концерта классической музыки (около 200 миллионов по покупательской стоимости доллара на июль 2023 года). В 1953 году Горовиц праздновал 25-летний юбилей первого выступления в США и после 3 концертов (1 — с оркестром и два сольных) объявил о прекращении концертной деятельности и до 1965 года — целых 12 лет — не дал ни единого концерта, возможно, из-за неуверенности в себе. 9 мая 1965 года в Карнеги-холле прошёл «концерт-возвращение», о котором писали все газеты мира. С тех пор пианист много концертировал по США и Европе.

Рональд и Нэнси Рейган награждают Горовица Президентской медалью свободы

«Фортепианная игра состоит из здравого смысла, сердца и технических средств. Все должно быть развито в равной мере: без здравого смысла вы потерпите фиаско, без техники вы дилетант, без сердца — машина. Так что профессия таит в себе и опасности», — говорил Владимир Горовиц.
Он несколько раз звал сестру к себе в США, в том числе оформлял документы для её приезда в 1957 и 1975 годах, но советские чиновники не выпустили её.
С 1975 по 1979 год наступила пауза в концертной жизни пианиста, который, по настоянию врачей принимал несметное количество таблеток. В начале 1980-х годов его преследовали неудачи: концерты в Японии в 1983 году провалились. В 1986 году, после шестидесятилетнего отсутствия, дал концерты в Москве и Ленинграде. Концерт в Москве транслировался ведущими телекомпаниями мира, а видеокассеты ещё много лет не сходили с прилавков магазинов. Он не застал в живых никого из родных, мать погибла в 1930 году, отца репрессировали, оба брата умерли ещё в молодости (1914—1916 — Яков, 1945 — Григорий, а сестра Регина, преподававшая в Харьковской консерватории, скончалась незадолго до приезда брата, так и недослужившись до звания доцента, несмотря на письма Г. Г. Нейгауза, Д. Ойстраха, Ю. Брюшкова, Я. Зака, Э. Гилельса. Популярно в исполнении Горовица адажио из фортепьянного концерта № 23 Моцарта, записанное в Милане, которое пианист уверенно исполнял в возрасте уже далеко за 80. В 1985 году в нью-йоркской квартире Горовица был снят фильм «Последний романтик».
Его последний концерт состоялся 21 июня 1987 года в Гамбурге. До своей смерти пианист записывался на грампластинки. Известно, что 4 ноября он участвовал в записи, а уже 5 ноября 1989 года у Горовица случился сердечный приступ, во время которого он скончался.
Владимир Горовиц похоронен в семейном склепе своего тестя Артуро Тосканини на кладбище Cimitero Monumentale в «Милане. В 1989 году посмертно удостоен Национальной медали США в области искусств. Он удостоен более двадцати наград Грэмми» (как ни один классический музыкант). С 1995 года в Киеве проводится Международный конкурс молодых пианистов памяти Владимира Горовица. Введён в Зал славы журнала Gramophone.
В 1999 году в Киеве на улице Михаила Коцюбинского № 12 в честь Владимира Горовица открыли мемориальную доску, а через 16 лет она была разрушена вандалами. 2 ноября 2016 года мемориальная доска была восстановлена на прежнем месте.

## Ученики
С 1937 по 1962 год у Горовица было семеро учеников: Нико Кауфман (единственный ученик Горовица во время пребывания его в Европе), Байрон Дженис, Гарри Граффман, Колман Блюмфилд, Роналд Турини, Александр Фиорилло и Айвен Дэвис. В 1980-е годы давал уроки уже сложившимся пианистам Мюррею Перайе и Эдуарду Халиму.

## Семья
- Жена (с 1933 года) — Ванда Тосканини (1907—1998), дочь дирижёра Артуро Тосканини. 
  - Дочь — Соня Горовиц (1934—1975), погибла в Женеве от передозировки наркотиков, одна из версий не исключает самоубийство.
- Брат Яков (1895—1915)[27] погиб на фронте осенью 1915 года через четыре месяца после призыва. Другой брат Григорий (Жорж, 1901—1946)[28] был в 1930 году сослан на Соловки сроком на три года по обвинению в контрреволюционной деятельности; повторно арестован в 1945 году в Таганроге, где работал преподавателем скрипки в музыкальной школе им. П. И. Чайковского; умер вскоре после освобождения в 1945 году. Григорий Горовиц был в 1923 году одним из учредителей Киевской государственной филармонии (с Л. П. Штейнбергом и Н. А. Виленским).
- Сестра Регина (Геня, жена экономиста Евсея Либермана) преподавала в Харьковской консерватории и музыкальной десятилетке (школа для одарённых детей).
- Отец музыканта, Самуил Иоахимович Горовиц (1871—1940), выпускник физико-математического отделения Киевского университета Святого Владимира и Электротехнического института в Льеже (1896), служил главным инженером Всеобщей компании электричества в Киеве, а в 1912 году основал строительно-техническую фирму по энергетике сахарных заводов, с 1926 года работал заведующим электротехнической секцией государственного института по проектированию сахарных заводов «Гипросахар» Наркомпищепрома (Москва); подвергался арестам четыре раза (в 1918 году деникинской контрразведкой, в 1920, 1921 и 1937 годах, погиб в заключении в 1940 году).
- Брат матери — киевский купец первой гильдии Моисей Яковлевич Бодик (1865—1932) — был занят в сахароторговле, в эмиграции — во Франции (Париж); его дети Яков и Сергей стали музыкантами.
- Сестра отца — Паулина Йоахимовна Горовиц (1861—?), была замужем за потомственным почётным гражданином Анатолием Абрамовичем Куперником[29], братом видного адвоката Льва Куперника. Брат отца — Александр Йоахимович Горовиц (1876—1927)[30], выпускник юридического факультета Университета Святого Владимира, практиковал в Харькове[31].

## Характеристика творчества
Представитель романтического стиля исполнения (сочинения Листа, в том числе в собственных транскрипциях, Моцарта, Шопена, русских композиторов и др.). Его называли «Королём Королей пианистов», «последним великим романтиком». В фундаментальном труде Д. Рабиновича «Исполнитель и стиль» В. Горовиц причислен к «исполинам романтического пианизма», к которым автор относит Ф. Листа, С. Рахманинова, В. Горовица.

## Награды

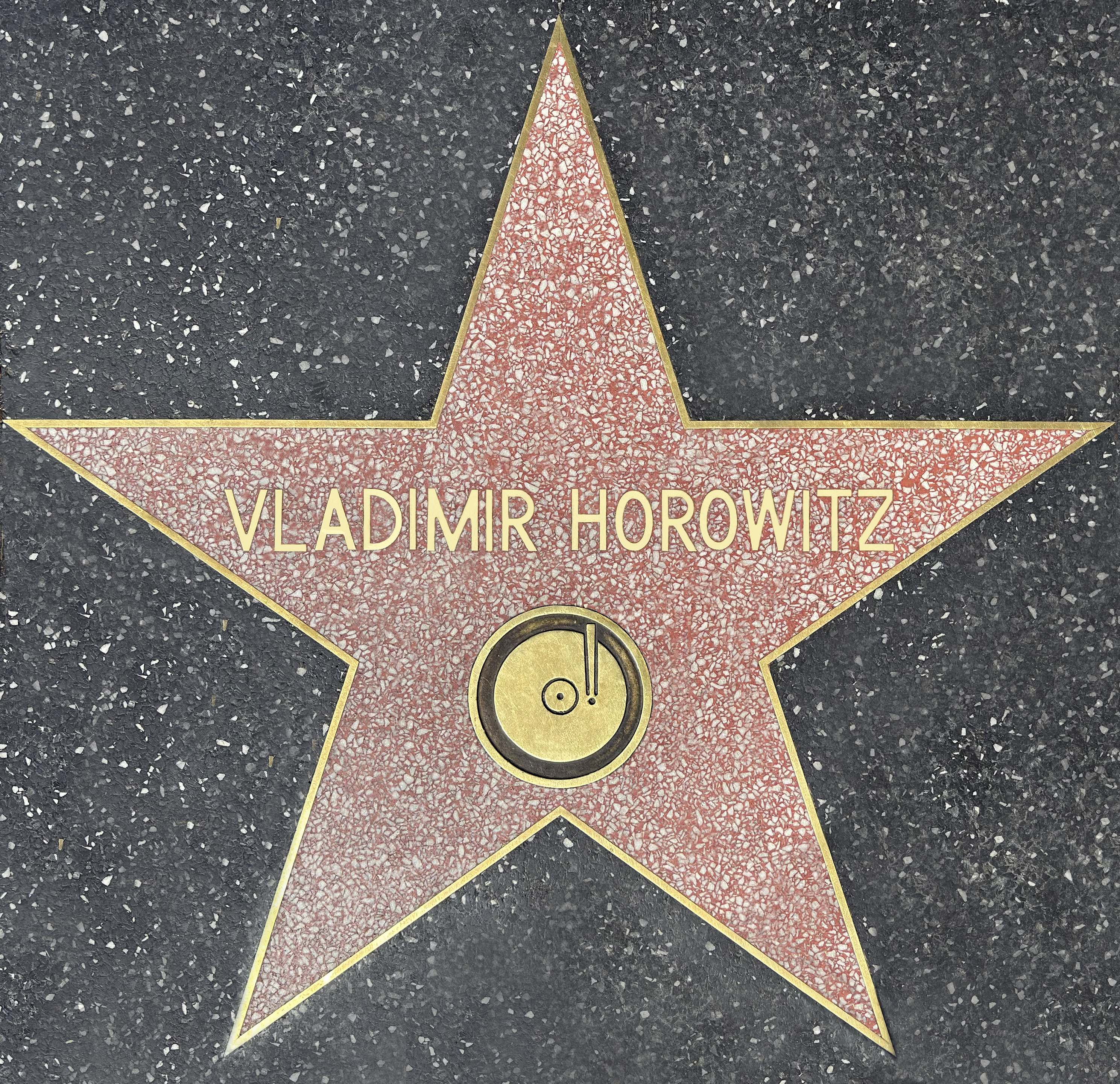
Звезда Владимира Горовица на Голливудской аллее славы

#### Премия Грэмми за лучшее исполнение классической музыки
- 1968 год — концерт (запись 45572), произведения Гайдна, Шумана, Дебюсси, Скрябина, Моцарта, Шопена.
- 1969 год — концерт на телевидении (запись 7106), произведения
- 1987 год — альбом Horowitz — The Studio Recordings, New York, 1985.

#### Премия Грэмми за лучшее исполнение классической музыки (с оркестром)
- 1979 год — концерт «Золотой юбилей 1979 года» , Рахманинов: Концерт для фортепиано с оркестром № 3 (RCA CLR1 2633)
- 1989 год — концерт для фортепиано с оркестром № 23, Deutsche Grammophon (423287).

#### Премия Грэмми за лучшее исполнение инструментальной музыки солистом без оркестра
- 1963 год — запись для Columbia Records.
- 1964 год — запись The Sound of Horowitz
- 1965 год — исполнение Бетховена, Дебюсси, Шопена.
- 1966 год — Horowitz at Carnegie Hall - An Historic Return.
- 1972 год — Горовиц играет Рахманинова, Etudes-Tableaux Piano Music.
- 1973 год — исполнение произведений Шопена (запись М-30643).
- 1974 год  — исполнение произведений Скрябина (запись М-31620).
- 1977 год — концерты Горовица в 1975/76 годах, запись RCA ARL1-1766.
- 1979 год — концерты Горовица в 1977/78 годах, запись RCA ARL1-2548.
- 1980 год — концерты Горовица в 1978/79 годах, запись RCA ARL1-3433
- 1982 год — концерты Горовица в 1979/80 годах, запись RCA ARL1-3775
- 1988 год — Горовиц в Москве, запись Deutsche Grammophon 419499.
- 1991 год — запись для The Last Recording.
- 1993 год — Discovered Treasures, исполнение Шопена, Листа, Скарлатти, Скрябина, Клементи, запись Sony 48093.

#### Премия Грэмми за лучший классический альбом
- 1963 год — запись для Columbia Records.
- 1966 год — Horowitz at Carnegie Hall - An Historic Return.
- 1972 год — за исполнение этюдов, сонат и других произведений Рахманинова.
- 1978 год — Concert of the Century: дирижёр Леонард Бернстайн.
- 1987 год — запись в Нью-Йорке, 1985 года, Deutsche Grammophon 419217.
- 1988 год — концерт Горовица в Москве, Deutsche Grammophon 419499.

#### Премия Грэмми за музыкальные достижения всей жизни
- 1990 год — за Крейслериану, Шумана.

#### Прочие награды
- 1972 год — избран почётным членом Королевской академии музыки в Лондоне.
- 1982 год — премия Вольфа за достижения в области музыки.
- 1985 год — Орден Почётного Легиона.
- 1985 год — Орден за заслуги перед итальянской республикой.
- 1986 год — Президентская медаль Свободы США.
- 1989 год — Национальная медаль США в области искусств.

## Статьи
- Александр Карпенко Легенды Стейнвея. Владимир Горовиц

### Видео
- Владимир Горовиц исполняет Träumerei Роберта Шумана на YouTube
- Владимир Горовиц исполняет первую балладу Фредерика Шопена на YouTube